# Flavigny-sur-Moselle
Flavigny-sur-Moselle [flaviɲi syʁ mɔzɛl] ist eine französische Gemeinde mit 1.664 Einwohnern (Stand: 1. Januar 2022) im Département Meurthe-et-Moselle in der Region Grand Est (bis 2015 Lothringen). Flavigny-sur-Moselle gehört zum Arrondissement Nancy und zum Kanton Neuves-Maisons.

## Geografie

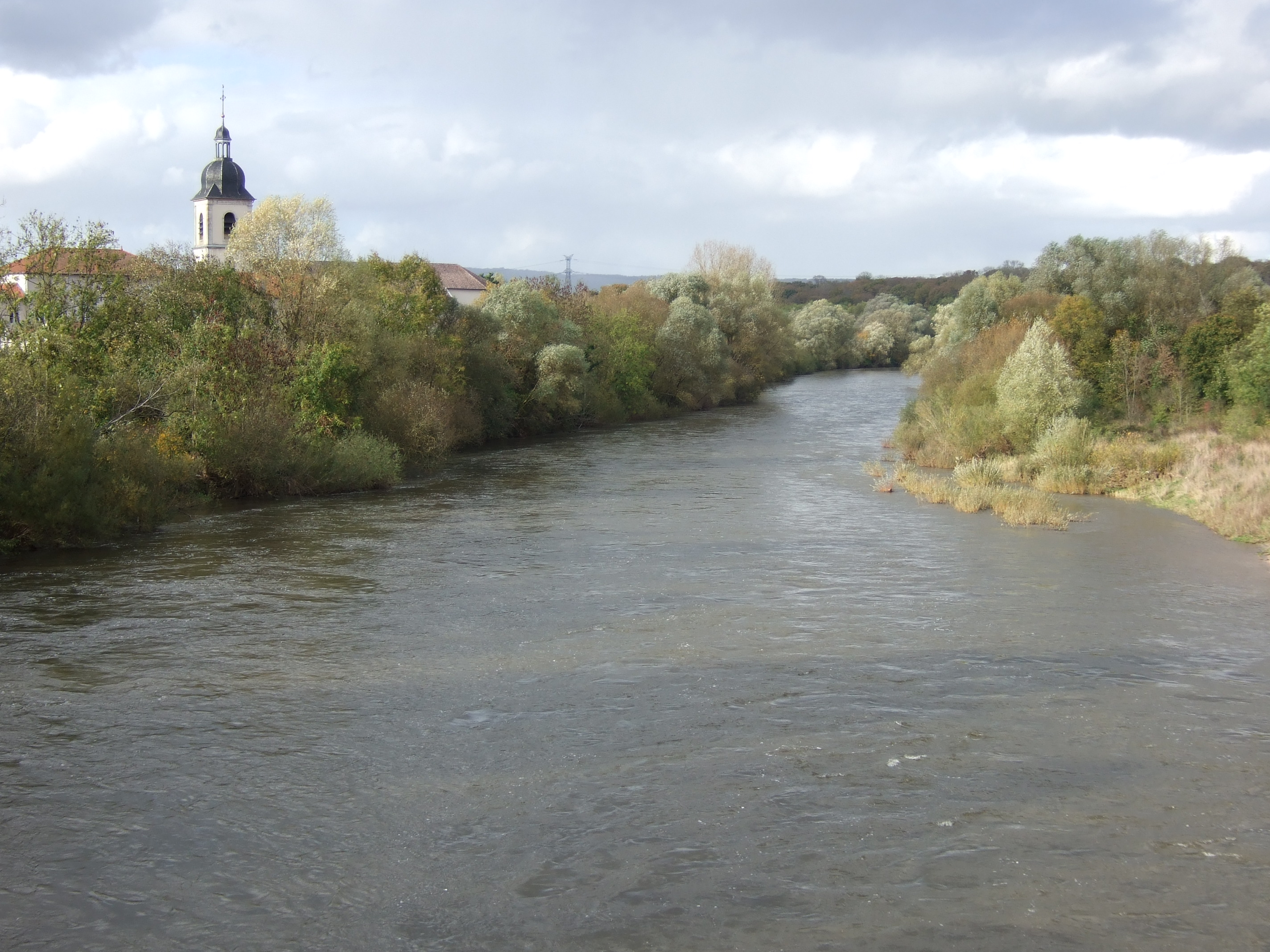
Die Mosel in Flavigny

Flavigny-sur-Moselle liegt etwa 14 Kilometer südlich von Nancy an der Mosel. Durch das Gemeindegebiet führen der Schifffahrtskanal Canal des Vosges (bis 2003 Südabschnitt des Canal de l’Est) und ein Wasserversorgungskanal des nahen Canal de jonction de Nancy. Umgeben wird Flavigny-sur-Moselle von den Nachbargemeinden Richardménil im Norden, Lupcourt im Nordosten, Azelot und Burthecourt-aux-Chênes im Osten, Tonnoy im Südosten, Benney und Ceintrey im Süden, Pulligny im Südwesten sowie Méréville im Nordwesten.
Durch die Gemeinde führt die Autoroute A330.

## Bevölkerungsentwicklung
| Jahr                       | 1962 | 1968 | 1975 | 1982 | 1990 | 1999 | 2006 | 2019 |
| Einwohner                  | 1057 | 1235 | 1338 | 1526 | 1609 | 1636 | 1787 | 1735 |
| Quellen: Cassini und INSEE |      |      |      |      |      |      |      |      |

## Sehenswürdigkeiten
- Priorat von Flavigny mit Kirche, Turm aus dem 12. Jahrhundert, spätere Umbauten im 15., 16. und 19. Jahrhundert. Von 1824 bis 1902 besiedelt durch die Nonnen der Benediktinerinnenabtei Eyres-Moncube.
- Kirche Saints-Hippolyte-et-Firmin von 1826, im neoromanischen Stil erbaut
- Kanalbrücke über die Mosel
- Kapelle

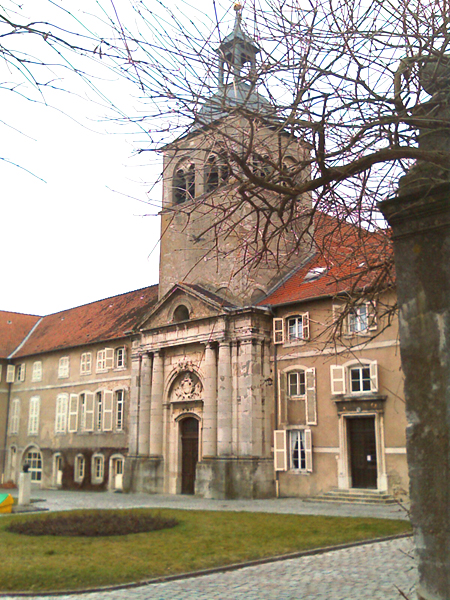
Priorat
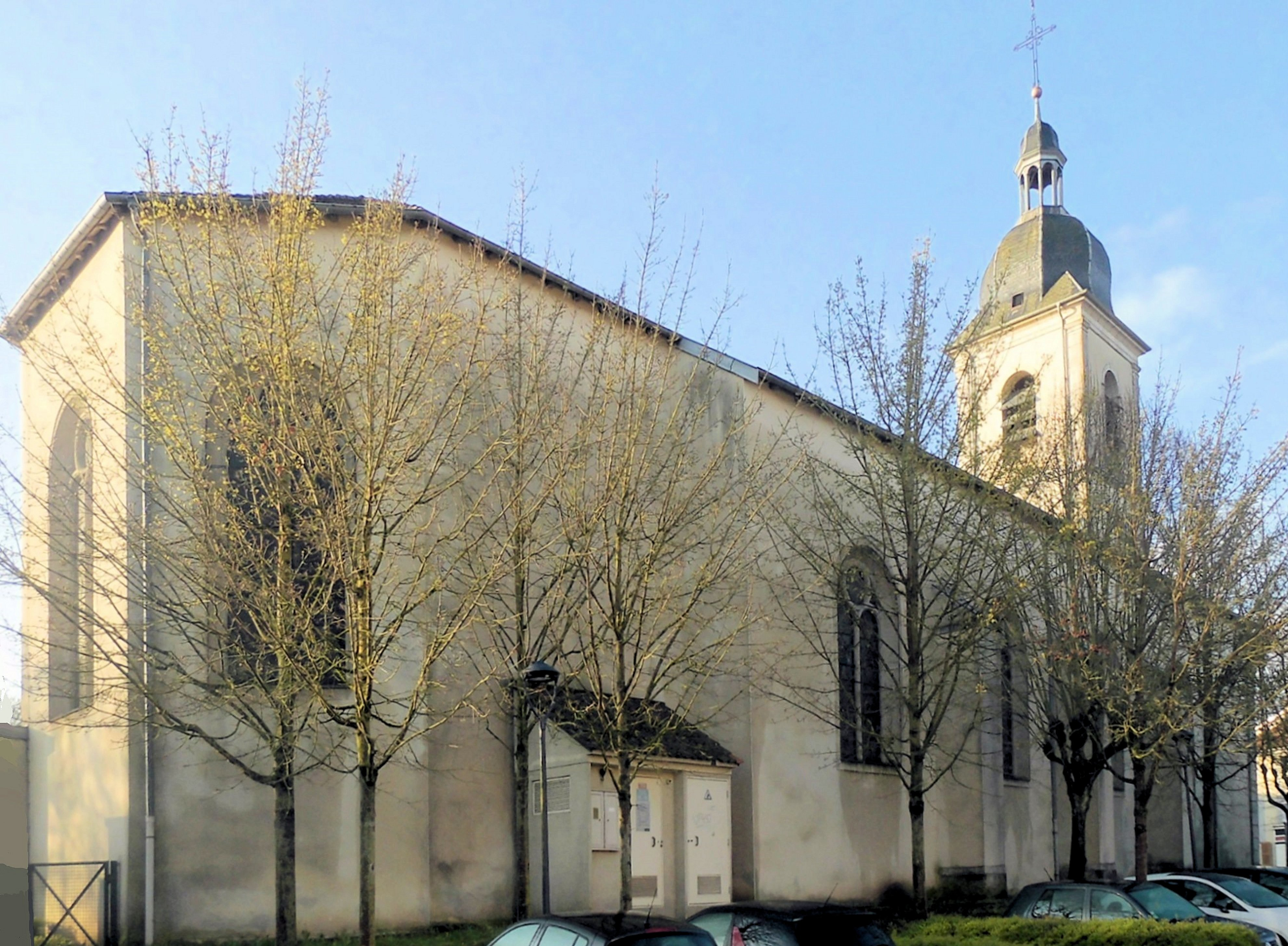
Kirche Saints-Hippolyte-et-Firmin
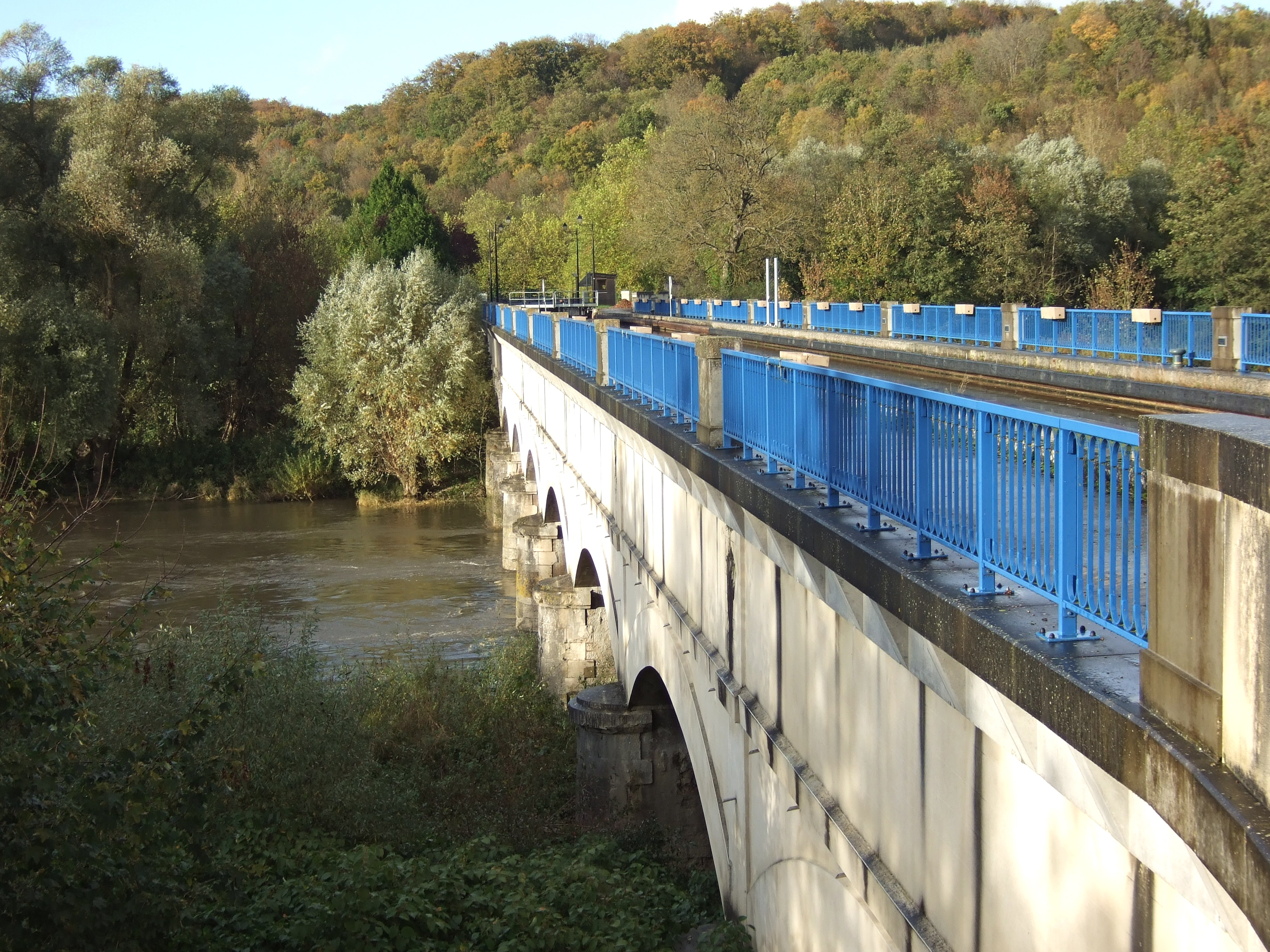
Kanalbrücke über die Mosel